# Dicranomyia adirondacensis
Dicranomyia adirondacensis là một loài ruồi trong họ Limoniidae. Chúng phân bố ở miền Tân bắc.